# Tiszafüred
Tiszafüred is een plaats (város) en gemeente in het Hongaarse comitaat Jász-Nagykun-Szolnok. Tiszafüred telt 11.260 inwoners (2015).

## Trivia
Het plaatsje speelde op 3 september 2016 een rol in de aflevering van het televisieprogramma Ik Vertrek van de AVROTROS. Alex de Ruijter en Martina de Ruijter emigreerden vanuit Oosterhout naar Tiszafüred in Hongarije.

## Stedenbanden
Tiszafüred heeft een stedenband met:
- Chotěboř, Tsjechië
- Lyaskovets, Bulgarije
- Senta (Zenta), Servië